# Кауешти (Јаши)
Кауешти (рум. Căuești) насеље је у Румунији у округу Јаши у општини Скеја. Oпштина се налази на надморској висини од 213 m.

## Становништво
Према подацима из 2002. године у насељу је живело 565 становника, од којих су сви румунске националности.